# Yawar Mallku
Yawar Mallku (en quítxua "sang de mallku ") comercialitzada també com La sangre del cóndor és una pel·lícula boliviana dramàtica del 1969 dirigida per Jorge Sanjinés. Va ser escrita per Sanjinés i Óscar Soria. La història examina una comunitat indígena de Bolívia, que rep atenció mèdica de l'agència estatunidenca fictícia "Cuerpo del Progreso" (un anàleg del Cos de pau estatunidenc real), que clandestinament està esterilitzant a les dones locals.

## Resum de la trama
Una comunitat quítxua de Bolívia rep atenció mèdica de l'agència estatunidenca Cos del Progrés, però no sospiten que secreta i clandestinament la mateixa està sotmetent a les dones de la comunitat a procediments d'esterilització forçada, una pràctica d'eugenèsia, amb la finalitat que no es reprodueixin els indígenes. Quan la veritat es revela, els bolivians ataquen als estrangers, però els atacants són capturats i afusellats per les autoritats. Sixto Mallku, el germà del protagonista Ignacio Mallku és ferit. Ignacio busca desesperadament atenció mèdica per al seu germà, però a causa de la falta de diners per a la cura apropiada, aquest mor.

## Repartiment
- Marcelino Yanahuaya... Ignacio Mallku
- Benedicta Mendoza... Paulina (com Benedicta Mendoza Huanca)
- Vicente Verneros Salinas... Sixto Mallku (com Vicente Verneros)
- Danielle Caillet
- Felipe Vargas
- José Arce
- Mario Arrieta
- Ilde Artes
- Carlos Cervantes
- Luis Ergueta
- Javier Fernández
- Adela Penaranda
- Julio Quispe
- Humberto Vera

## Impacte i llegat
Es creu que Yawar Mallku va donar lloc a l'expulsió del Cos de Pau de Bolívia, en un acte anti-imperialista de nacionalisme cultural pels pobles indígeness.
Després de projeccions si Yawar Mallku per a audiències locals, Sanjinés es va adonar que molts pagesos van criticar la complexitat de la pel·lícula, a causa de la utilització d'analepsi (conegut popularment com flashback) en la narració, la qual cosa era influït pel cine art europeu, i la falta d'atenció a la denúncia de les causes de l'opressió dels pobles indígenes.
Les crítiques esmentades van ser tingudes en compte per Sanjinés en fer la seva següent pel·lícula, El coraje del pueblo, en 1971. Aquesta va ser executada amb actors inexperts, molts d'ells pagesos, la qual cosa va marcar l'inici d'una nova etapa en la carrera del cineasta, caracteritzada per la filmació "amb la gent"".